# تشارلز ليونارد بينيت
تشارلز ليونارد بينيت (بالإنجليزية: Charles Leonard Bennett، أو Charles L. Bennett اختصارًا) (و. 1956 – م) هو عالم فلك، وعالم فيزياء فلكية، وفيزيائي، وبروفسور من الولايات المتحدة الأمريكية. ولد في نيو برونزويك. هو عضو في الأكاديمية الوطنية للعلوم، والأكاديمية الأمريكية للفنون والعلوم، والجمعية الأميركية لتقدم العلوم .

## التعليم
تعلم في معهد ماساتشوست للتكنولوجيا

## مناصب وهيئات
أدار جامعة جونز هوبكينز.

## جوائز
حصل على جوائز منها:
- جائزة شو ( 2010) [26]
- Comstock Prize in Physics (2009)
- وسام هنري درابر (2005)
- جائزة هارفي.